# CERN httpd
CERN httpd（歐洲核子研究組織超文本傳輸協議守護程序，亦稱）是一個網頁伺服器的守護进程（daemon），也是世界上第一個網頁伺服器，由全球資訊網發明人提姆·柏內茲-李、以及Ari Luotonen、亨利克·弗里斯蒂克·尼耳森所開發，誕生於1990年的平安夜。已於1996年7月15日終止開發。

## 历史

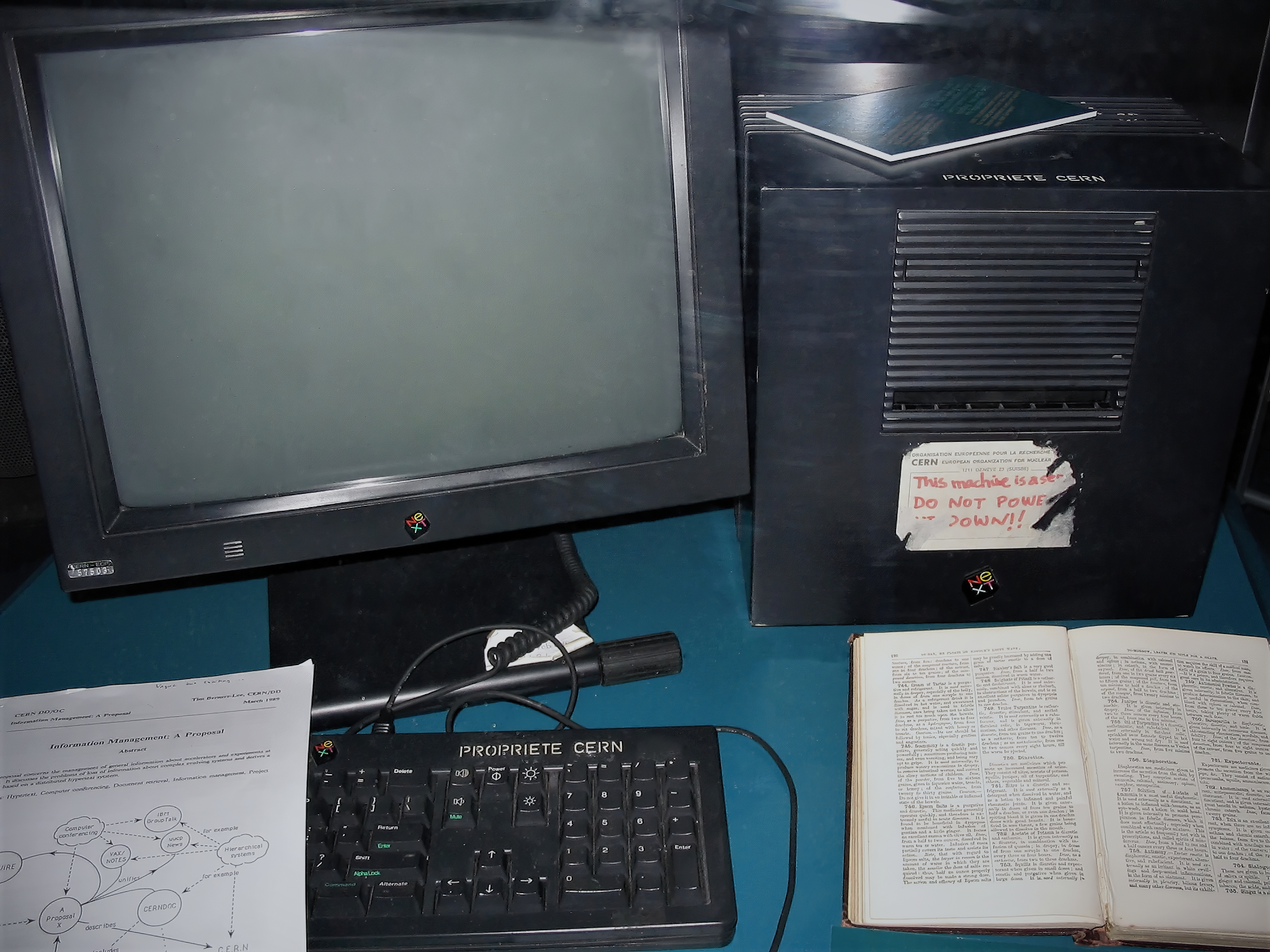
被提姆·柏內茲-李在CERN所使用的这台NeXT计算机成为了世界上第一台网页服务器。

CERN httpd起初在运行在一台使用NeXTSTEP操作系统的NeXT计算机上，在之后则被转移到其他类Unix系统、 OpenVMS和其他具有Unix仿真层的系统上运行之上运行，例如搭配emx+gcc的OS/2。CERN httpd同样可以配置为网页代理服务器。
0.1版于1991年6月放出。
在1991年8月，伯纳斯-李在Usenet的新闻组alt.hypertext上放出了网页服务器守护进程和其他来源于CERN 文件传输协议站点的万维网软件的源代码。
这个服务器在圣安东尼奥市举办的超文本91会议（Hypertext 91 conference）被提出，曾是CERN程序资源库（CERNLIB）的一部分。
而之后版本的服务器都是基于libwww库之上的。在1996年7月15日推出了3.0A版本之后，CERN httpd项目的发展被W3C所接管。自1996年之后，W3C将重点落在了研发基于Java的Jigsaw服务器之上。
此程序的初始版本为公有领域软件，最后一个版本则基于MIT許可證。